# Teufelsgraben (Tal bei Holzkirchen)

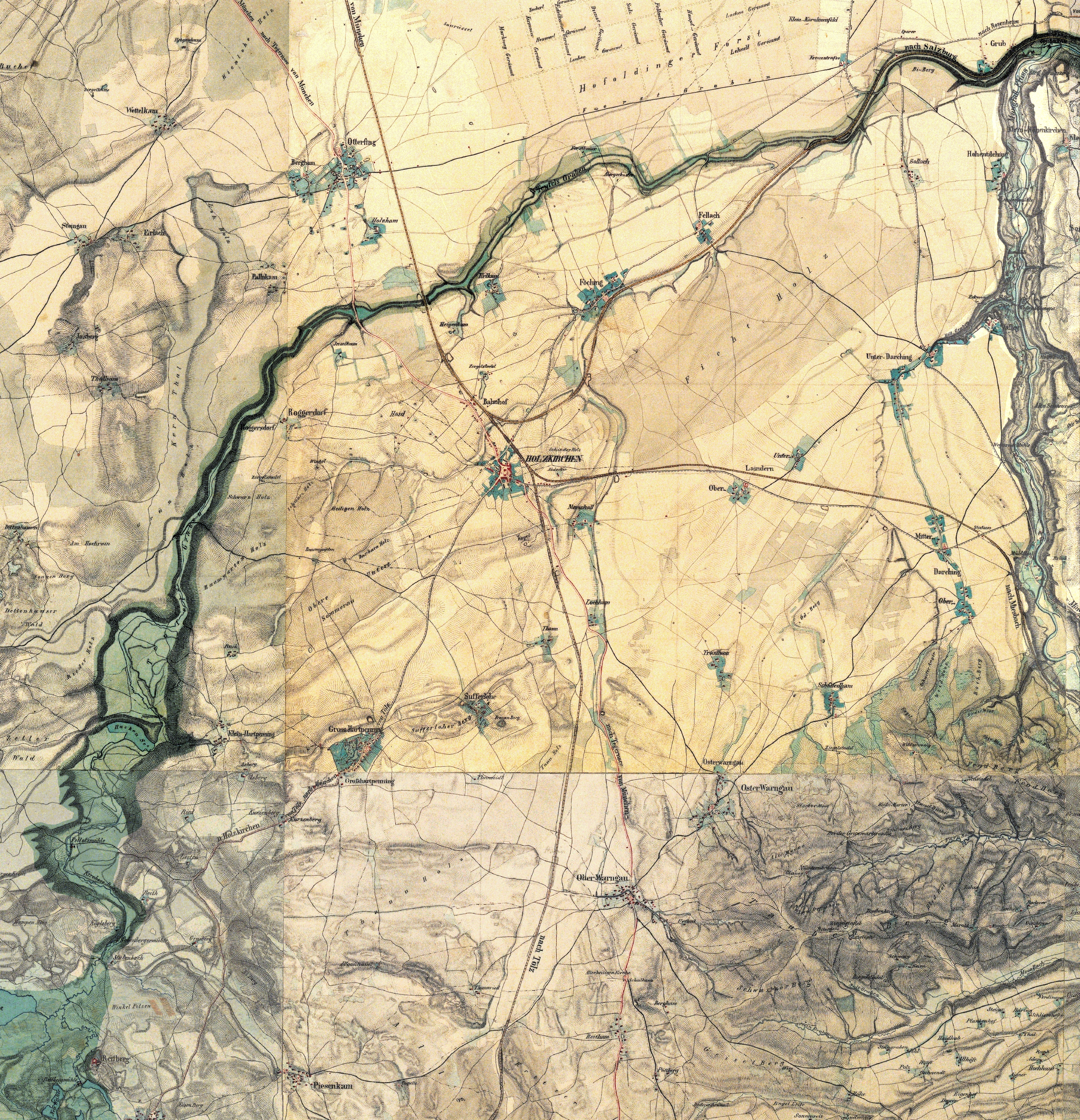
Verlauf auf einer Karte von 1875–77

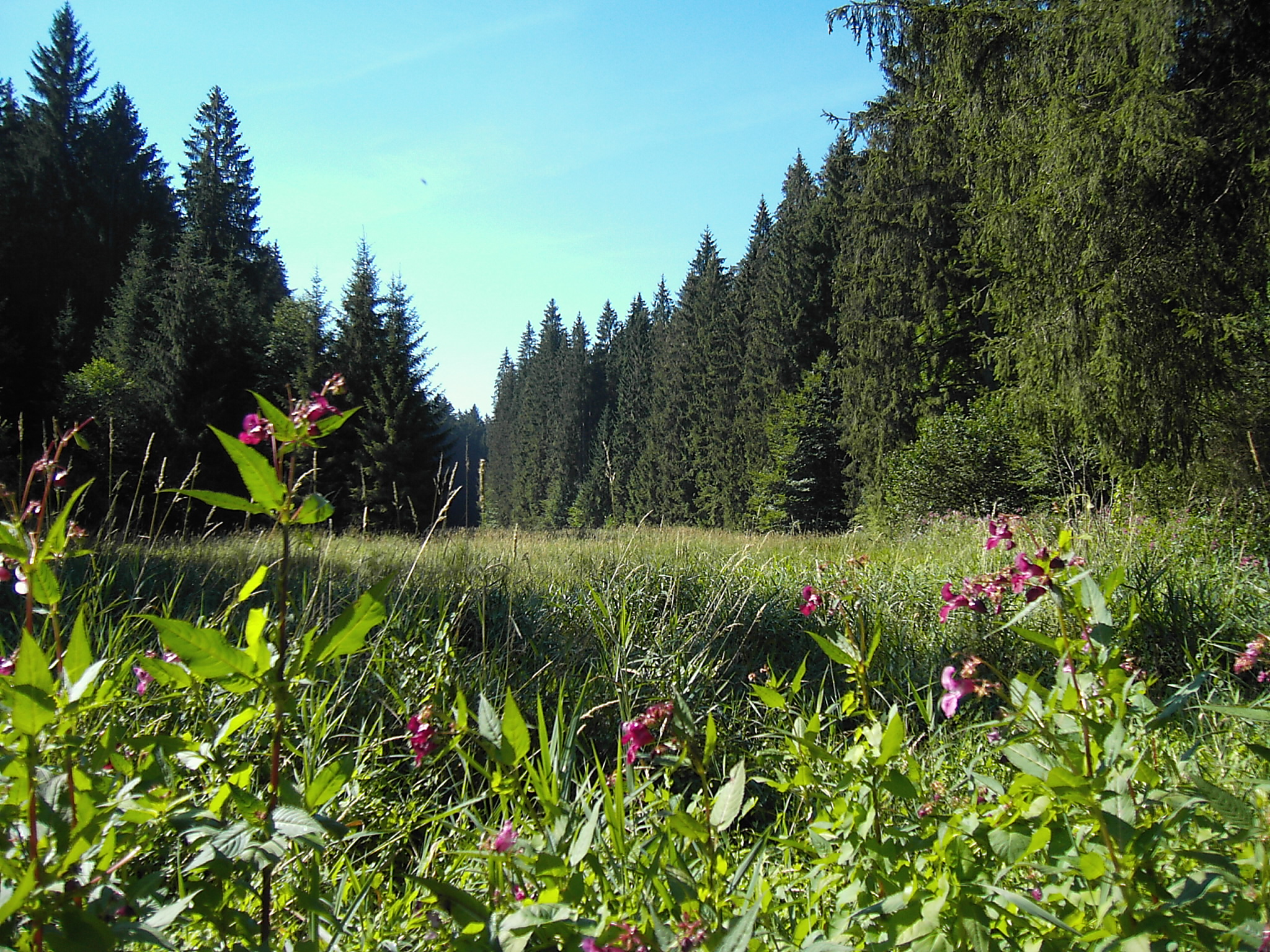
Teufelsgraben zwischen Holzkirchen und Dietramszell

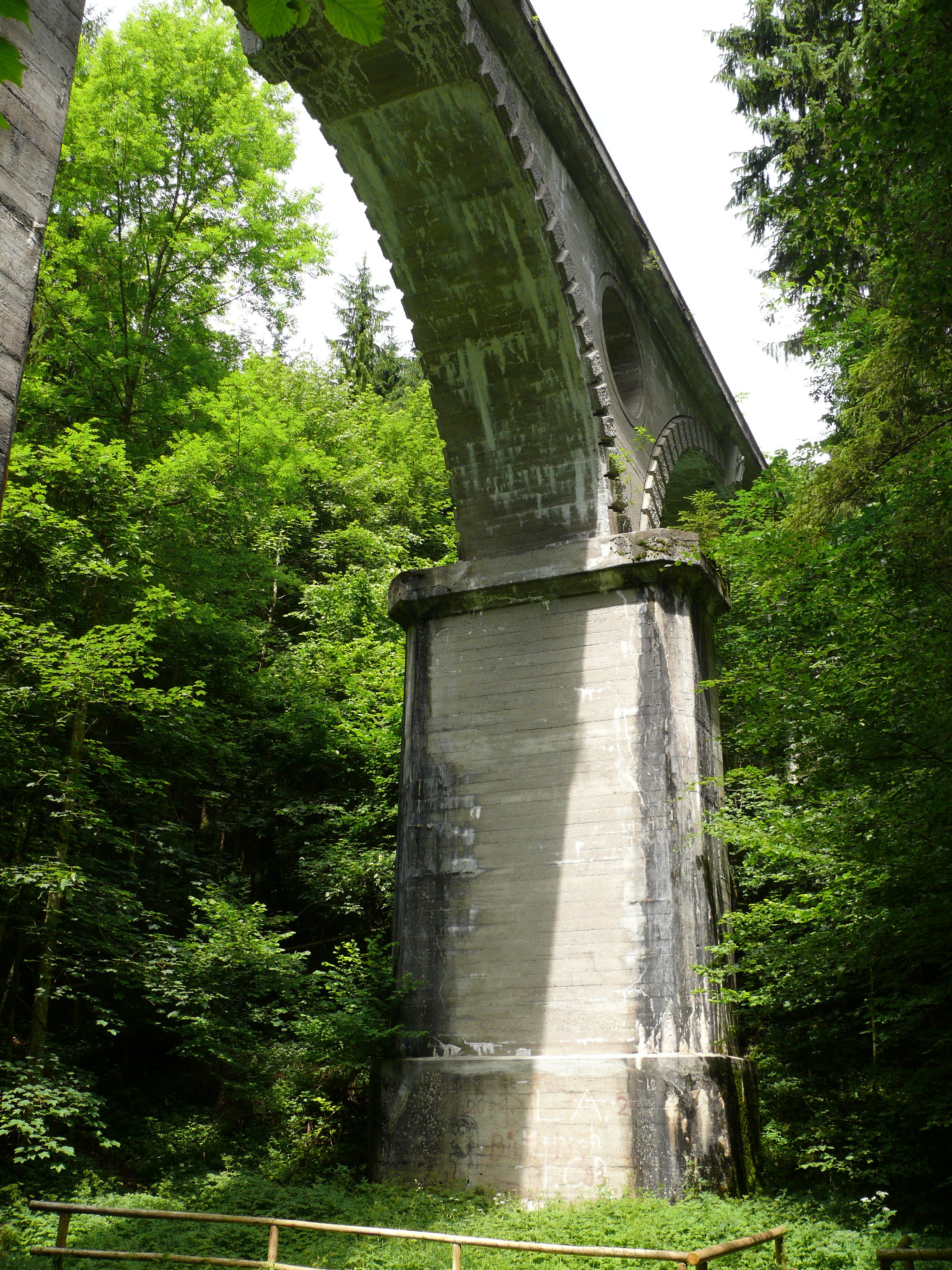
Aquädukt über den Teufelsgraben bei Grub

Der Teufelsgraben ist ein ca. 23 km langes, weithin trockenes Tal im bayerischen Voralpenland, am südlichen Rand der Münchner Schotterebene zwischen dem Kirchsee bei Sachsenkam im Tölzer Land und dem Mangfallknie bei Grub in der Gemeinde Valley.

## Entstehungsgeschichte
Als vor etwa 20.000 Jahren gegen Ende der Würmeiszeit der Isar-Loisach-Gletscher abschmolz, entstand ein gewaltiger Fluss, der nach Norden einen Abfluss suchte. Gletscherschutt des Karwendelgebirges verstopfte damals den Isarlauf und dieser grub sich, beginnend beim Kloster Reutberg in 4000 Jahren das Tal des Teufelsgrabens. Vor der Bildung des Mangfallknies floss das Wasser durch das heutige Grub-Harthausener Trockental nach Norden ab. Nach Ablenkung der Mangfall in das Becken des vormaligen Inn-Gletschers (jetziges  Mangfallknie) und der damit verbundenen Eintiefung der Mangfall grub sich das Wasser des Teufelsgrabens bis auf die heutige Tiefe ein.
Später hat die Isar sich ihren alten und jetzigen Lauf wieder freigeschwemmt, und im Teufelsgraben finden sich nur noch stellenweise kleine Bachläufe. In seinem südwestlichen Anfangsteil verläuft der Kirchseebach, der Auslauf des Kirchsees, der im Bereich der Querung des Teufelsgrabens durch die Verbindungsstraße St 2073 von Dietramszell nach Holzkirchen versickert. Die Talsohle bedecken Wiesen, Auen und kleine Seen, die Hänge sind meist dicht bewaldet, manchmal von Nagelfluhfelsen durchzogen.

## Verkehr
Für die Menschen war der Teufelsgraben immer ein Hindernis. Straßen, Wege und Bahnstrecken mussten das tief eingeschnittene Tal überwinden. Für die Münchner Trinkwasserleitung wurde der Teufelsgraben mit einem 91 Meter langen und 19 Meter hohen Aquädukt überspannt, der um 1890 gebauten Teufelsgrabenbrücke. Am östlichen Ende verläuft außerdem die 1857 fertiggestellte Bahnstrecke Holzkirchen–Rosenheim mit dem Bahnhof Kreuzstraße im Teufelsgraben.

## Geotop
Das Schmelzwassertal Teufelsgraben bei Holzkirchen ist vom Bayerischen Landesamt für Umwelt als wertvolles Geotop (Geotop-Nummer: 182R010) ausgewiesen.